# Thomas Culpeper
Thomas Culpeper (ur. ok. 1514, zm. 10 grudnia 1541) – angielski szlachcic, dworzanin króla Henryka VIII i kochanek jego żony, królowej Katarzyny Howard.

## Życiorys
Jego rodzicami byli Alexander Culpeper z Bedgebury w hrabstwie Kent i Konstancja Harper. Był zaufanym dworzaninem króla Henryka VIII Tudora i miał do niego bezpośredni dostęp (pomagał mu w ubieraniu, spał obok sypialni króla, służył na posiedzeniach Tajnej Rady). Za oddaną służbę w latach 1537–1541 otrzymał od króla dwór Penshurst Palace oraz ziemie w Kent, Essex, Gloucestershire i Wiltshire.
W maju 1541 rozpoczął romans z królową Katarzyną Howard. Spotkania kochanków organizowała dama dworu królowej Jane Parker. Kochankowie nie zachowali jednak należytej ostrożności w sierpniu 1541 podczas podróży króla Henryka i królowej na północ do Yorku i informacje o ich romansie doszły do arcybiskupa Canterbury Tomasza Cranmera. Culpeper został aresztowany. Podczas przesłuchań zaprzeczał romansowi, jednak znaleziony został list napisany do niego przez królową, który był ostatecznym dowodem winy. Śledztwo ujawniło również romans Katarzyny (przed ślubem z Henrykiem VIII) z Francisem Derehamem. Obaj zostali oskarżeni o zdradę stanu i skazani na karę śmierci przez powieszenie i poćwiartowanie.
10 grudnia 1541 wyrok został wykonany, jednak w przypadku Thomasa Culpepera złagodzony na ścięcie. 13 lutego 1542 wyrok — ścięcie — został wykonany również na Katarzynie Howard i Jane Parker.